# Dicranota integriloba
Dicranota integriloba är en tvåvingeart som beskrevs av Alexander 1943. Dicranota integriloba ingår i släktet Dicranota och familjen hårögonharkrankar. Inga underarter finns listade i Catalogue of Life.